# Bertya brownii
Bertya brownii är en törelväxtart som beskrevs av Spencer Le Marchant Moore. Bertya brownii ingår i släktet Bertya och familjen törelväxter. Inga underarter finns listade i Catalogue of Life.